# Кьосева къща
Кьосевата къща (на македонска литературна норма: Ќосева куќа) е къща в град Охрид, Северна Македония.
Къщата е изградена в махалата Месокастро на улица „Климентов университет“ № 66 (стар адрес „Свети Климент“ № 66). Принадлежала е на Номче Кьосе - Нае (Номче Ќосе - Наје). На 1 януари 1951 година къщата е обявена за паметник на културата.